# شيهم ثخين الشوك
شيهم ثخين الشوك (الاسم العلمي: Hystrix crassispinis)، نوع من القوارض ويتبع جنس الشيهم وفصيلة شيهم العالم القديم. إنهُ متوطن في جزيرة بورنيو ويوجد في بروناي وإندونيسيا وماليزيا.